# Blek le rat
 (janvier 2020).
Si vous disposez d'ouvrages ou d'articles de référence ou si vous connaissez des sites web de qualité traitant du thème abordé ici, merci de compléter l'article en donnant les références utiles à sa vérifiabilité et en les liant à la section « Notes et références ».
Pour les articles homonymes, voir Blek et Prou.
Blek le rat, pseudonyme de Xavier Prou, est un graffeur pochoiriste français, né en 1951 à Paris.
Il est un des pionniers de l'art urbain (street art) en France. Plusieurs fois, il a déclaré que l'art urbain est l'un des styles les plus importants dans le monde moderne, et, tout au long de sa carrière, il a tenté de se distinguer des graffeurs américains.

## Biographie

### Études
Xavier Prou, alias Blek le rat, est né en 1951 à Paris, d'un père architecte et d'une mère fille de diplomate. Il commence ses études en architecture aux Beaux-Arts  de Paris en 1972. Il fréquente l'atelier de gravure « Lucien Couteaud » et de lithographie « atelier Dayez ». Il obtient le diplôme supérieur d'arts plastiques (DSAP) en 1976, puis poursuit des études d'architecture à l'unité pédagogique d'architecture 6 « Paris La Villette ». Avant de devenir artiste, il voulait être une pop star.

### Les débuts
Xavier Prou est influencé par un portait au pochoir de Mussolini, vu à Padoue dans son enfance, et par les graffiti new-yorkais découverts lors d'un voyage aux États-Unis en 1971. En 1981, il commence à peindre au pochoir dans la rue, d'abord avec un ami sous le nom collectif de Blek le rat (qui s'inspire du personnage de bande dessinée Blek le Roc), puis tout seul. Il peint de petites silhouettes de rats qui parcourent les murs de Paris . À partir de 1983, ses pochoirs en noir et blanc représentent aussi des personnages célèbres (Tom Waits, Andy Warhol, Lady Di...), des détournements d'œuvres classiques (David de Michel-Ange, la Vénus de Milo...) ou des figures anonymes (vieil homme irlandais, SDF...), en taille réelle,.  

### De 1991 à aujourd'hui
En 1991, Blek le rat est arrêté par la police alors qu'il peint au pochoir sur les Champs-Élysées. Il est condamné à une forte amende au tribunal correctionnel pour « dégradation de biens appartenant à autrui ». Dès lors, il ne peint plus directement sur les murs, mais sur des affiches qu'il colle ensuite aux murs. 
En 2005, l'artiste s'engage pour la libération de la journaliste Florence Aubenas, otage en Irak, et colle des centaines de portraits de soutien dans Paris. 
En 2008, il participe au Cans Festival organisé par Banksy à Londres. 
En 2019, Blek inaugure le M.U.R (acronyme de modulable, urbain et réactif) de Rennes.
Blek a peint dans de nombreuses villes du monde : Paris, Berlin, Florence, Londres, Los Angeles, New-York, San Francisco... Son travail influence des artistes urbains dans le monde entier, notamment le pochoiriste anglais Banksy : « À chaque fois que je peins quelque chose je découvre que Blek le rat l’a déjà fait vingt ans avant ! »

### Expositions
Dès les années 1980, Blek le rat est exposé à la galerie Loft, rue des Beaux-Arts à Paris et la galerie « Jean Paul Christophe », avenue Matignon à Paris, puis à la galerie Sanguine. En 1985, il participe au premier rassemblement du mouvement graffiti et d'art urbain à Bondy (Île-de-France), à l'initiative des VLP.
Entre 1993 et 2001, il ne fait plus d'exposition dans les galeries jusqu'en 2002 où il expose son travail dans une galerie de Berlin, la Galerie Jurgen Grosse. Blek le rat faisait partie des artistes représentés dans le musée du Graffiti à Paris, L'Aérosol, Maquis-art Hall of Fame, et à l'exposition Conquête urbaine au musée des Beaux-Arts de Calais en 2019.

## Filmographie
- The Rise of Graffiti Writing,  From New York To Europe. Stencil Pioneer - Blek le Rat (Paris), Arte, 2018[15]